# Cuverie

## Définitions

### Plusieurs utilisations du même mot
- Ensemble des cuves d'une exploitation vinicole, il exprime la capacité en volume du total des cuves, par exemple, la cuverie disponible, est le volume de cuves vides dont dispose une exploitation.
- Lieu ou bâtiment où sont entreposées et utilisées les cuves.

### Types de cuverie
- Cuves chaudronnées ou rotomoulées.
- Cuves en acier inoxydable.
- Cuves en plastique ou polyester.